# Saint-Pierre-Saint-Jean
Saint-Pierre-Saint-Jean is een gemeente in het Franse departement Ardèche (regio Auvergne-Rhône-Alpes) en telt 151 inwoners (2005). De plaats maakt deel uit van het arrondissement Largentière.

## Geografie
De oppervlakte van Saint-Pierre-Saint-Jean bedraagt 22,8 km², de bevolkingsdichtheid is 6,6 inwoners per km².

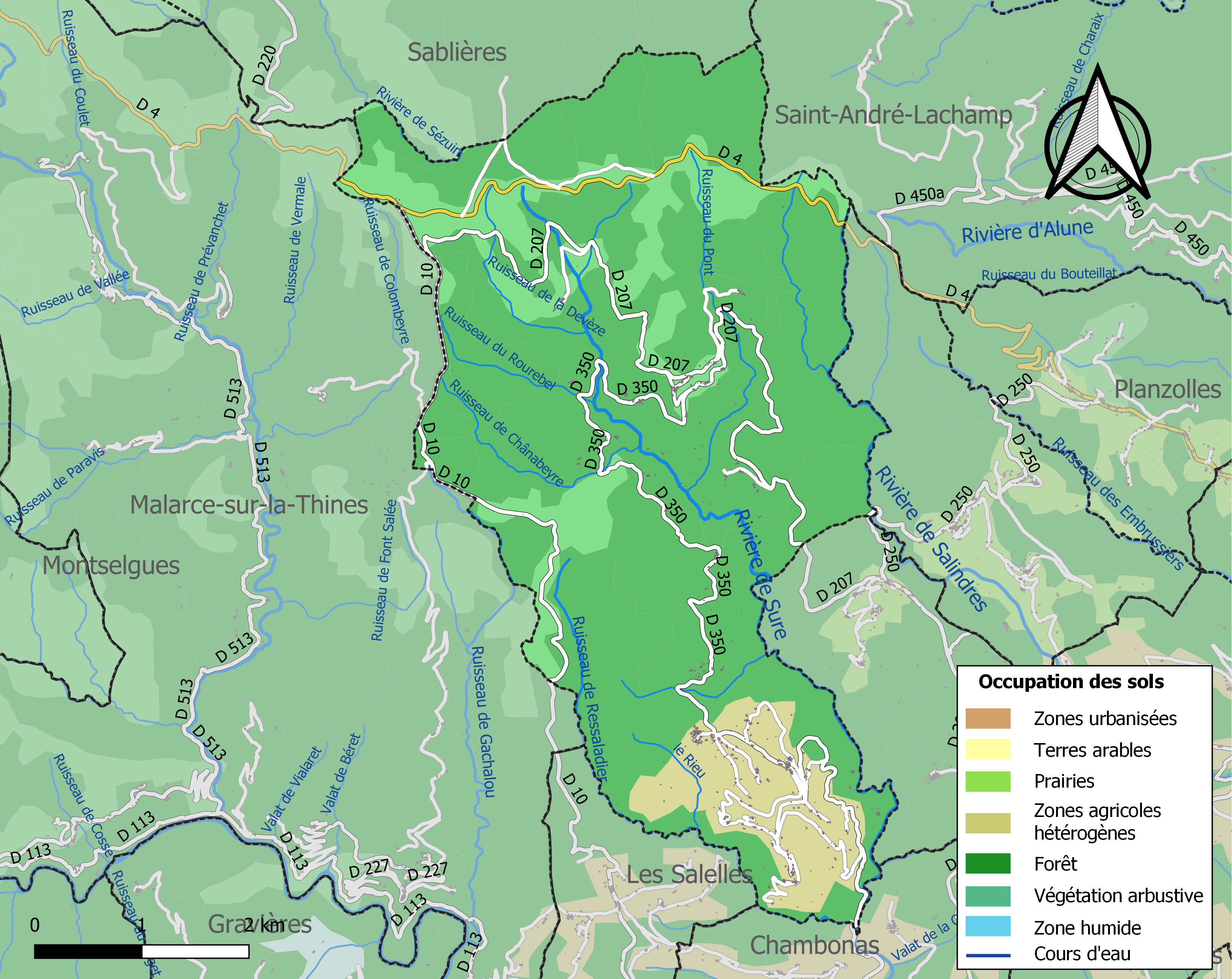
Kaart van de gemeente met belangrijkste infrastructuur, bodemgebruik en omliggende gemeenten

## Demografie
Onderstaande figuur toont het verloop van het inwonertal (bron: INSEE-tellingen).

Vanwege een beveiligingsprobleem met de MediaWiki Graph-software is het momenteel niet mogelijk deze grafiek weer te geven. Zodra de software is bijgewerkt zal de grafiek vanzelf weer zichtbaar worden.
1. ↑  Populations de référence 2022.